# Майкъл Колинс (политик)
 Тази статия е за ирландския политик.  За американския астронавт вижте Майкъл Колинс (астронавт).  
Майкъл Колинс (на английски: Michael Collins) е ирландски революционер, роден на 16 октомври 1890 г. в градчето Самс Крос, непосредствена близост до град Клоунакилти. През 1917 г. става член на националистическата партия Шин Фейн. Служил е като министър на финансите на Ирландската република, като член на ирландската делегация по време на преговорите за англо-ирландския договор, като председател на временното правителството и като главнокомандващ националната армия. Убит е на 22 август 1922 г. по време на Ирландската гражданска война.